# Museo della Civiltà Romana

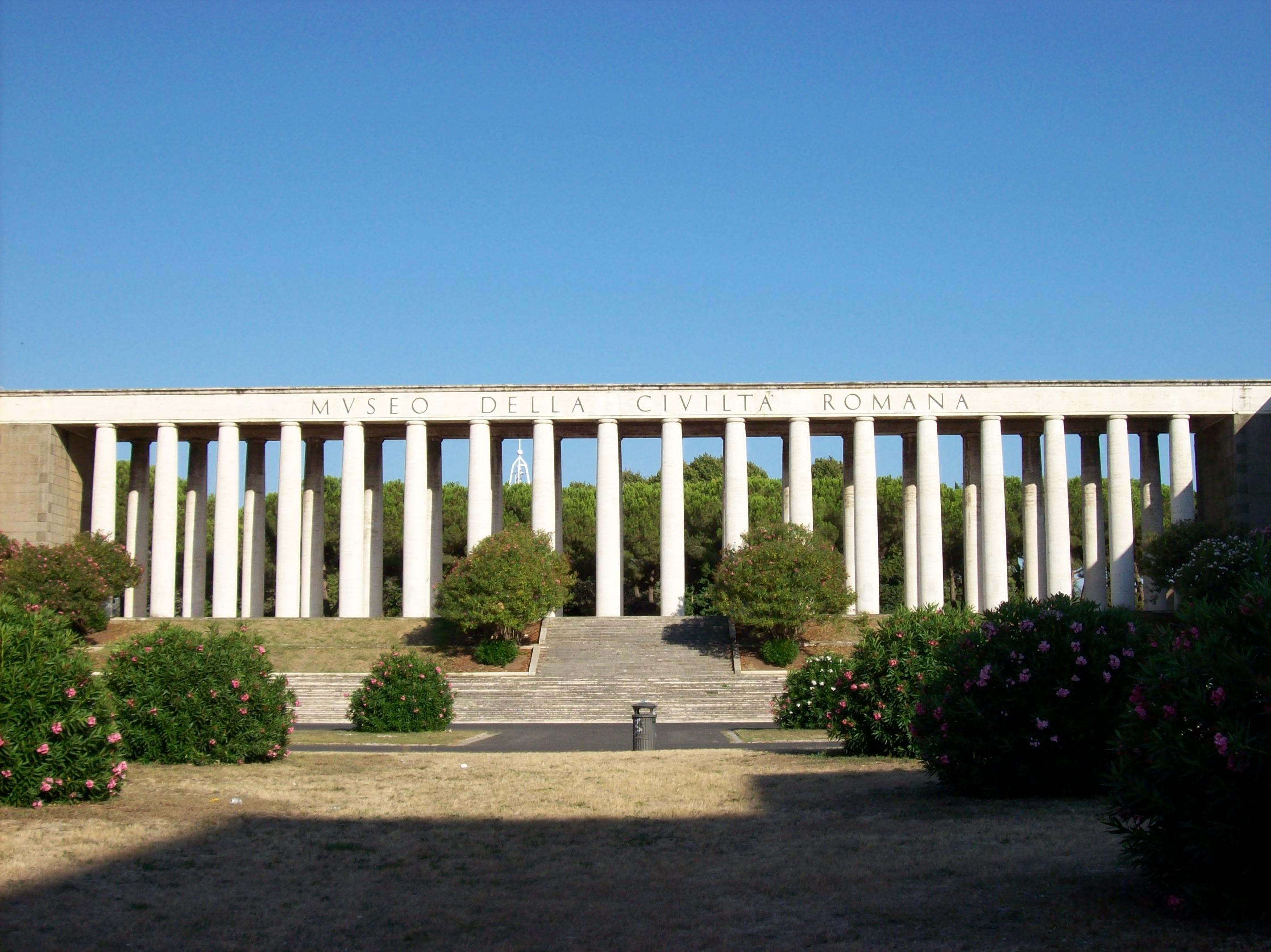
Museo della Civiltà Romana

Das Museo della Civiltà Romana (deutsch Museum der römischen Zivilisation) ist ein an den Palilia 1955 vollständig eröffnetes Museum in Rom, das zu den städtischen Musei in Comune gehört. Die Ausstellung widmet sich der antiken römischen Zivilisation, doch sind in den Räumlichkeiten seit 2004 auch das Planetarium und das Museo Astronomico untergebracht. Der Museumsbau befindet sich im Stadtteil E.U.R. (Esposizione Universale di Roma), einem in den 1940er und 1950er Jahren angelegten Stadtviertel im Süden Roms. Seit 2014 ist das Museum wegen Renovierungsarbeiten geschlossen.

## Geschichte
Das zur Zeit des Faschismus ausgeführte neoklassizistische Museumsgebäude wurde von dem Architekten Pietro Aschieri und seinen Kollegen Bernardini, Pascoletti und Peressutti geplant. Die Architekten gewannen die Ausschreibung im Rahmen der für 1942 in Rom geplanten Weltausstellung, bei der auf dem Areal im Süden Roms ein eigener Komplex entstehen sollte. Die Weltausstellung wurde jedoch wegen des Zweiten Weltkriegs abgesagt und das Museum blieb bis Kriegsende unvollendet.
Das Museum gründet seine Bestände auf eine von Rodolfo Lanciani geleitete archäologische Ausstellung aus dem Jahre 1911 sowie auf das von Benito Mussolini 1929 eröffnete Museo dell’Impero Romano und die zentrale Ausstellung zum zweitausendsten Geburtstag des Kaisers Augustus, die Mostra Augustea della romanità ab 1937, die auch Adolf Hitler im Jahr 1938 besuchte. Das Museo dell’Impero Romano diente ideologischen Zwecken: Durch die Betonung der römischen Antike als Fundament der italienischen Geschichte und Zivilisation sollte die Bedeutung der eigenen Nation propagandistisch überhöht werden.
Wegen einer dringenden Generalsanierung ist das Museum seit Januar 2014 geschlossen. Nach ersten Voruntersuchungen wurde klar, dass aus Sicherheitsgründen der Plan, einzelne Säle für den Besuch offen zu lassen, nicht durchgeführt werden konnte. Da wegen gerichtlicher Auseinandersetzungen bisher keine Ausschreibung der Arbeiten erfolgte, ist eine Wiedereröffnung bisher nicht absehbar.

## Sammlung
Die Sammlung des Museums umfasst zum großen Teil Reproduktionen, Gipsabgüsse und Modelle, aber auch Exponate römischer Architektur, Kunstwerke, Inschriften und Alltagsgegenstände. Dabei wird das gesamte Gebiet des Imperium Romanum erfasst. Die 12.000 m² umfassende Ausstellung ist in 59 Sektionen aufgeteilt. Unter den ausgestellten Objekten befinden sich auch Gipsabdrücke der in Rom befindlichen Trajanssäule und ein Duplikat der Großen Mainzer Jupitersäule.
Ein Saal des Museums beherbergt das von Italo Gismondi geschaffene Modell der Stadt Rom in konstantinischer Zeit (4. Jahrhundert) im Maßstab 1:250. Das Modell wurde ab 1933 erstellt und das Stadtzentrum bereits 1937 auf der Mostra Augustea della romanità gezeigt. Bis 1955 wurde das gesamte Stadtgebiet innerhalb der Aurelianischen Stadtmauer fertiggestellt. Als Grundlage diente die Forma Urbis Romae. Stadtteile, über die keine archäologischen Erkenntnisse vorlagen, wurden mit repräsentativer Wohnbebauung gefüllt.

## Galerie

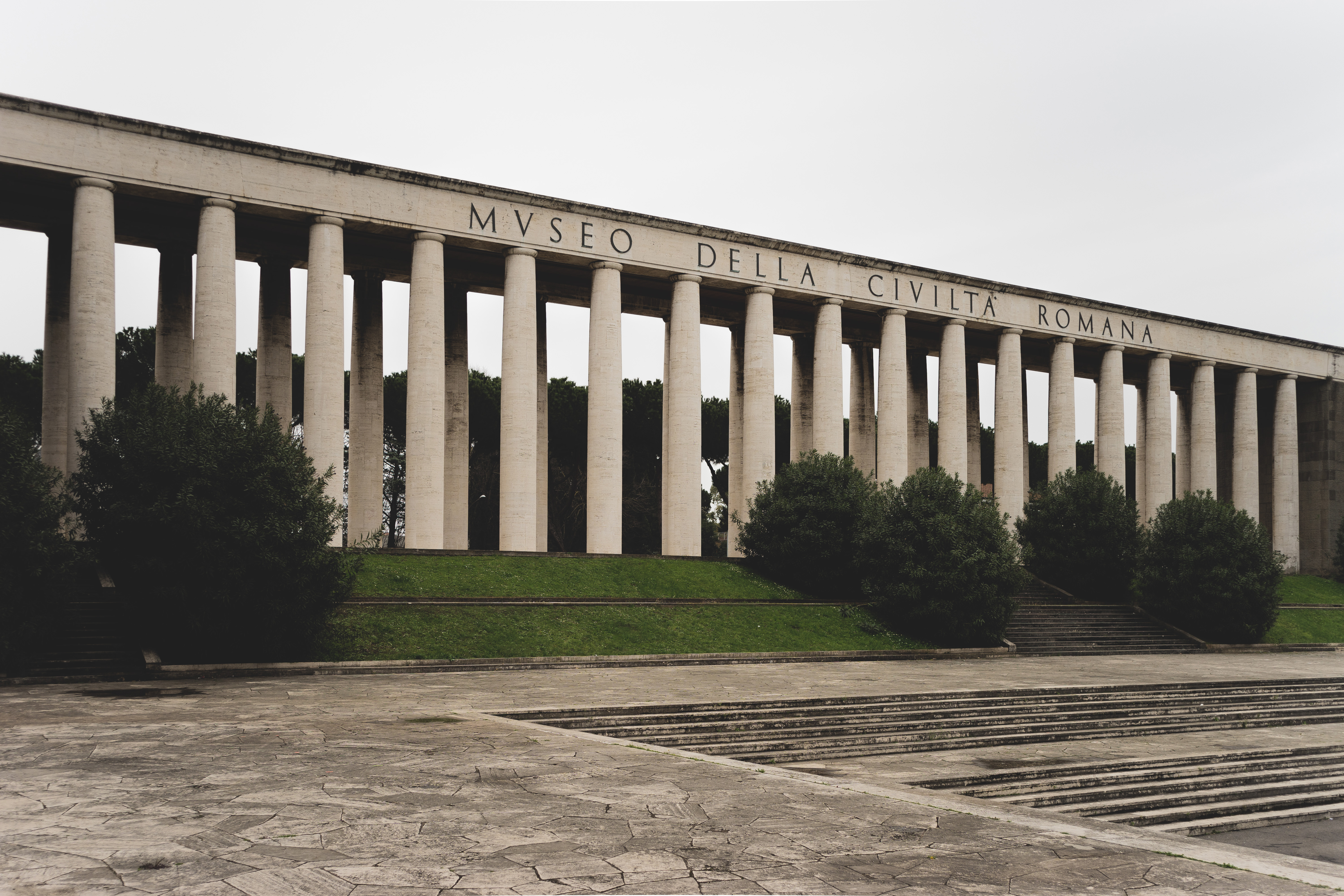
Museo della Civiltà Romana
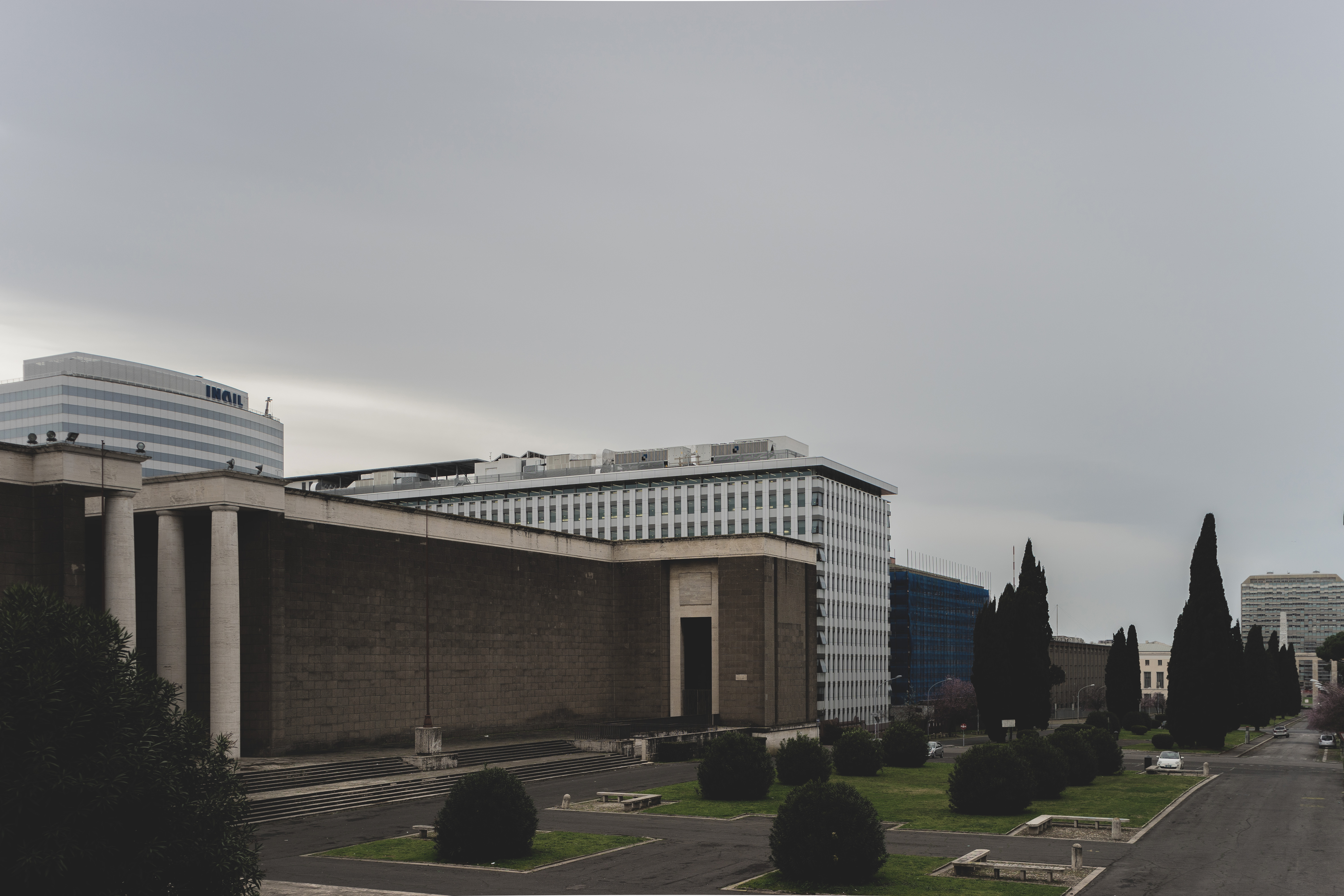
Ehrenhof
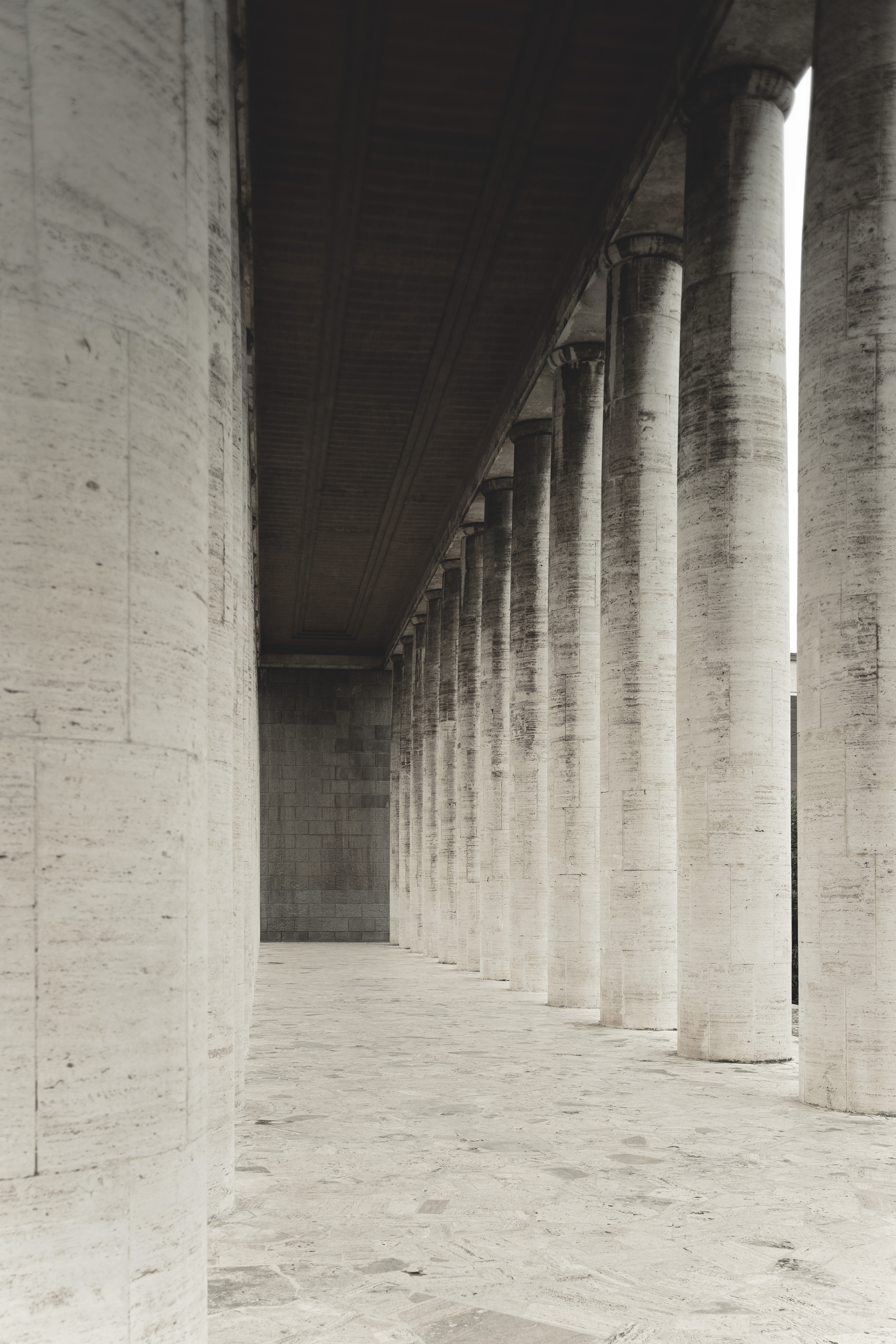
Mittlerer Portikus
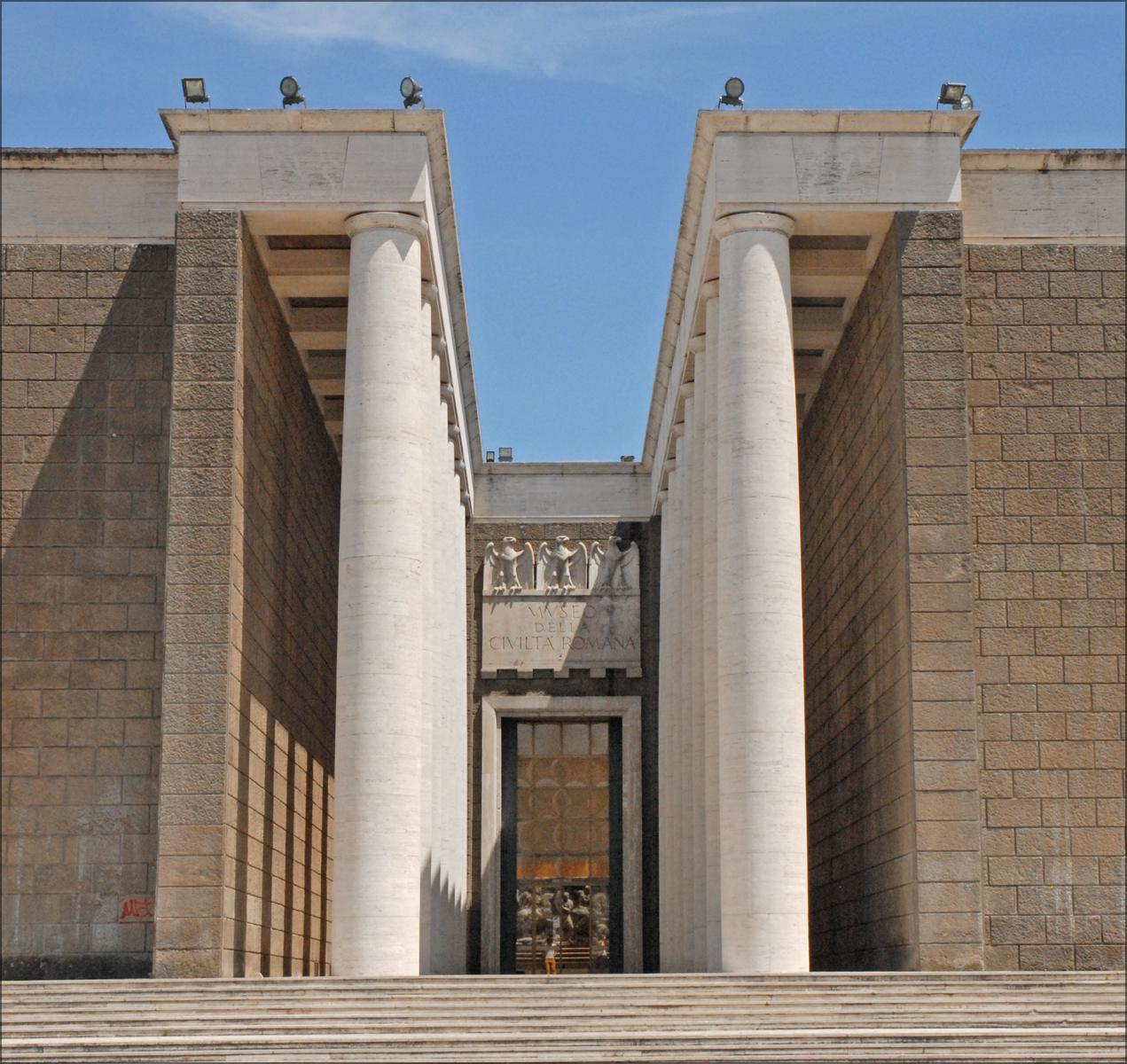
Nördlicher monumentaler Eingangsbereich
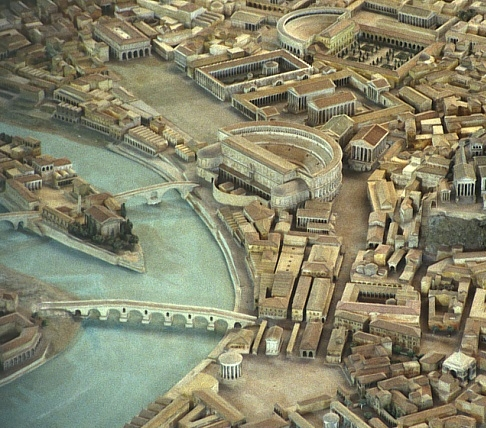
Ausschnitt aus dem Modell Roms: das Marcellustheater, dahinter das Marsfeld
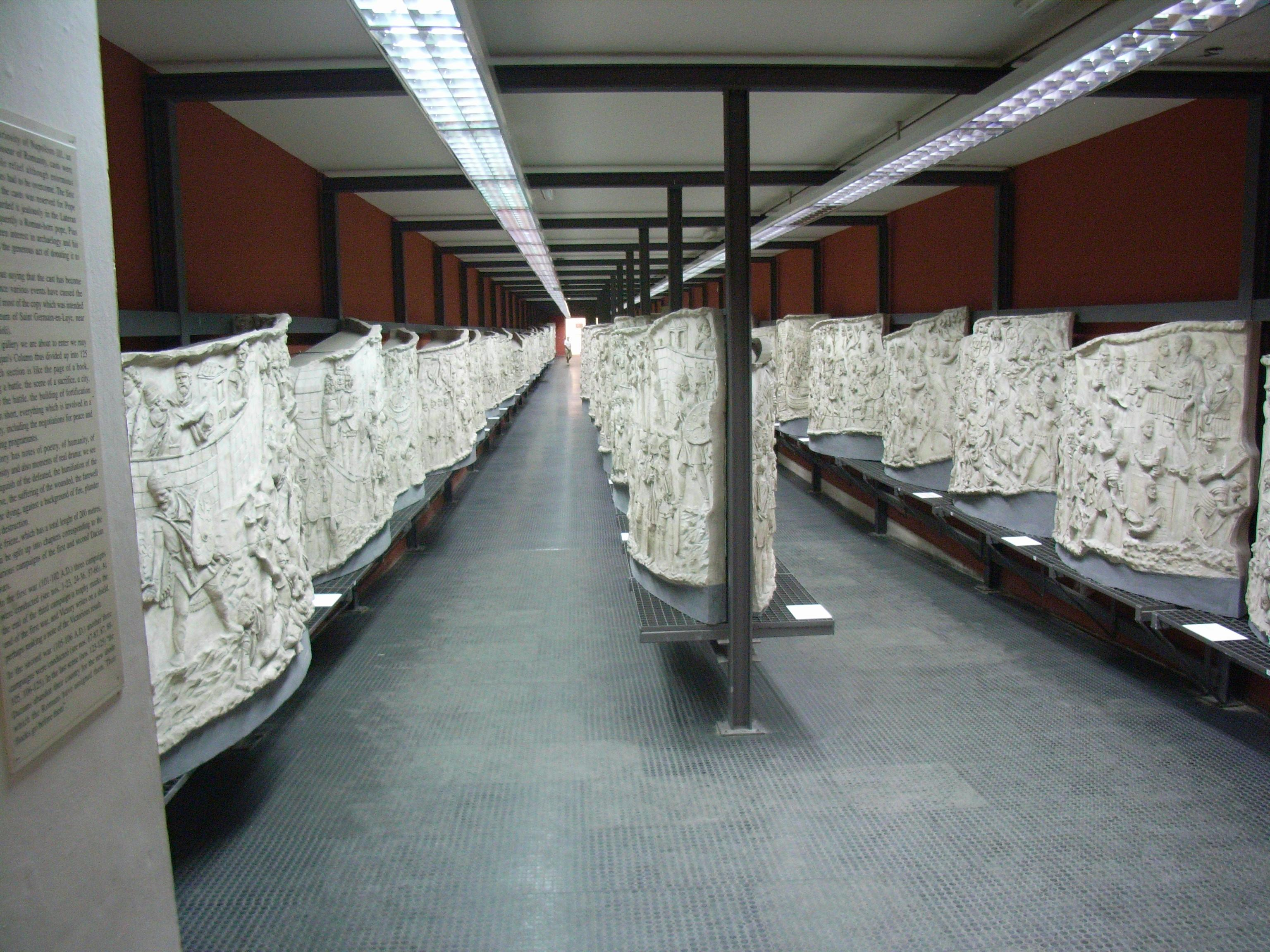
Gipsabdrücke der Trajanssäule
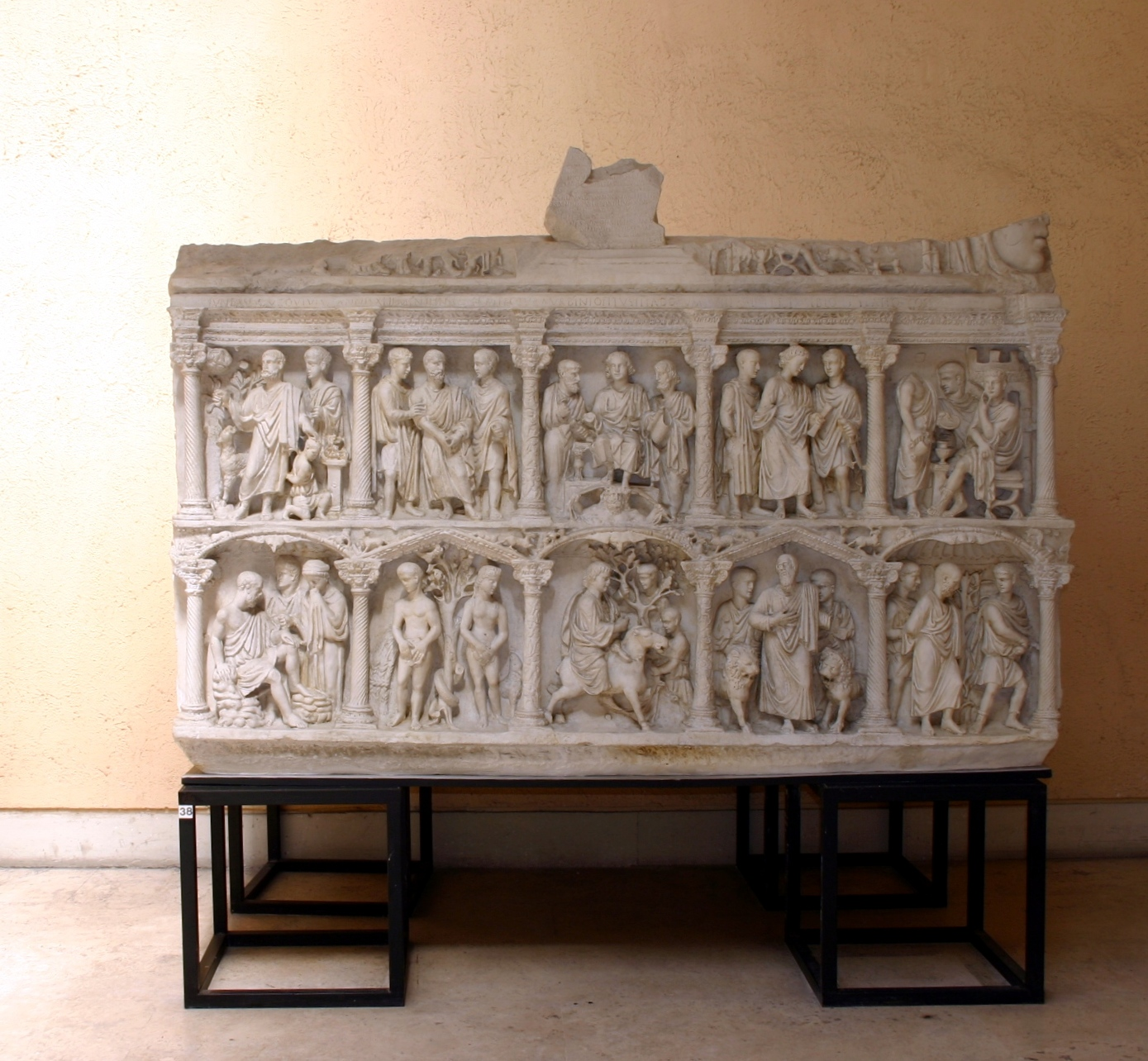
Sarkophag des Iunius Bassus